# 以色列·德爾·托羅
以色列·「DT」·德爾·托羅（英語：Israel "DT" Del Toro，1975年4月27日—）是一名美國空軍退役軍士長。在他乘坐的悍馬輾過一個簡易爆炸裝置後，他全身80%燒傷，嚴重毀容，昏迷了三個月。儘管他生還的機會只有15%，但他最終還是康復了，並成為第一位在被視為100%傷殘後重新入伍的空軍人員。從空軍退役後，德爾·托羅成為一名勵志演講人。

## 早年生活
德爾·托羅於1975年4月27日出生於伊利諾州喬利埃特。德爾·托羅在年幼時就失去了雙親；12歲時，他的父親因心臟病發而去世，14歲時，他的母親因與醉酒駕駛者相撞而去世。父母過世後，他開始與祖父母一起撫養三個弟妹。1993年，他從伊利諾斯州新萊諾克斯的普羅維登斯天主教高中畢業。由於不滿意在合成氨廠的工作，他於1997年決定加入美國空軍。

## 軍事生涯

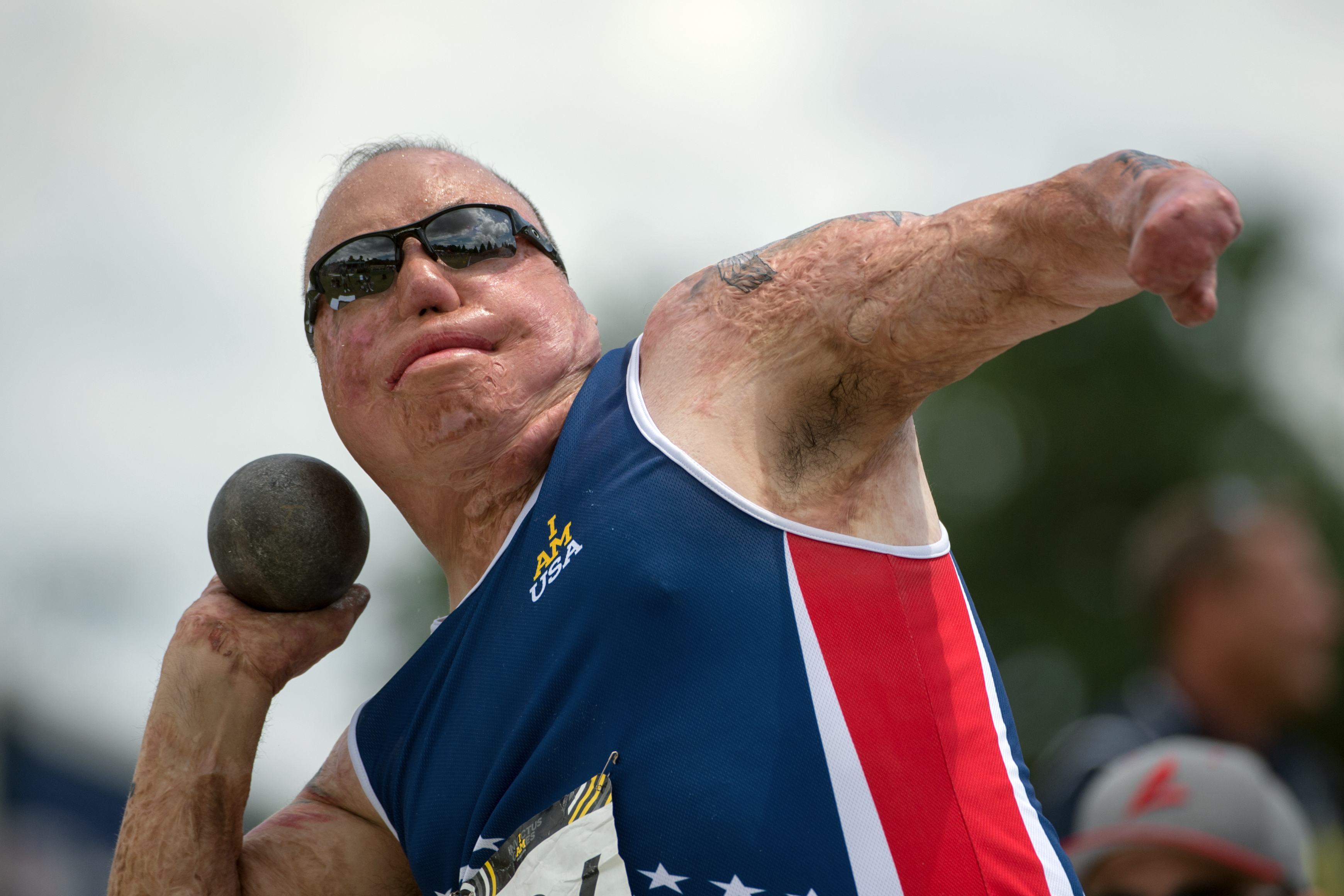
德爾·托羅參加2016年不可征服運動會

德爾·托羅加入美國空軍，成為一名戰術空軍管制組（TACP）學徒；他的主要職責是呼叫空中支援。他曾在2001年3月的波士尼亞和伊拉克戰爭中參與行動，並因此獲得一枚銅星勳章。2005年8月，德爾·托羅作為持久自由行動的一員被派往阿富汗。2005年12月4日，在執行清除高價值目標的任務時，德爾·托羅的悍馬撞上了一個簡易爆炸裝置。他後來回憶說，當時他感到「一股強烈的熱浪」，而且 「從頭到腳都在冒火」。在他倒下後，一名隊員將他抬到附近的小溪；其他人則讓他保持清醒，直到醫療人員趕到為止。在接受治療期間，德爾·托羅成功地指示一名士兵替他呼叫空襲。他被直升機送到野戰醫院。

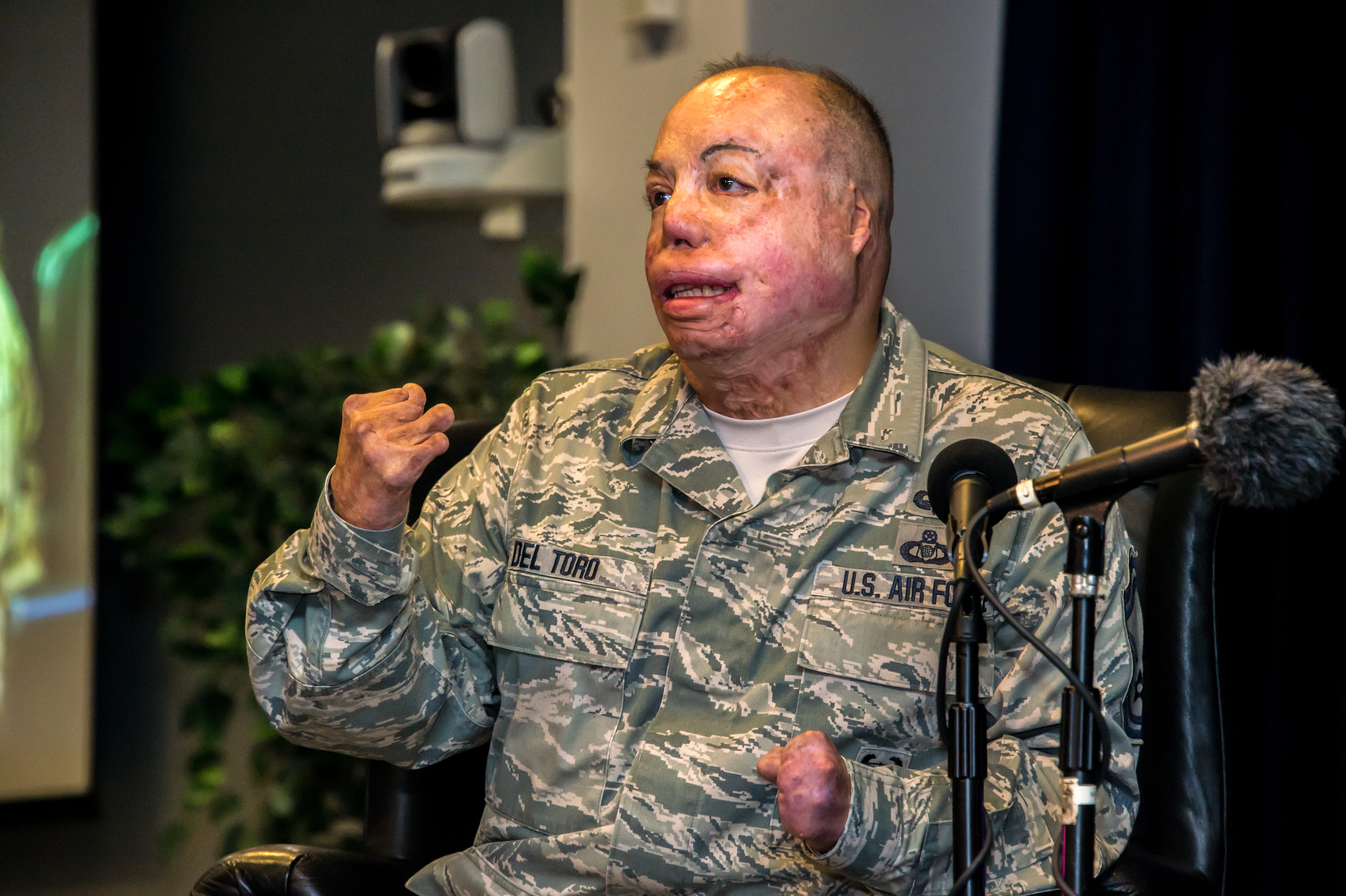
2018年的德爾·托羅

到達醫院後，德爾·托羅陷入昏迷，直到隔年三月才甦醒。他全身80%燒傷，體重減少約85磅，有三次差點因肺部燒傷而死亡。醫生認為他的傷勢只有15%的存活率，如果不使用呼吸器，他將永遠無法行走或呼吸。為了避免感染，他的部分皮膚被切除。在布魯克軍事醫療中心從昏迷中甦醒後，由於他的毀容狀態，他無法看到自己的倒影。當他第一次意外地在鏡子裡看到自己時，他開始感到絕望，害怕年幼的兒子會把他看成怪物。不過，他後來回憶說，當他在2006年5月與兒子團聚時，兒子很快就擁抱了他，儘管他與以前的樣子完全無法相提並論。他認為他的治療師在爆炸後對他的精神復原有很大的幫助。
儘管德爾·托羅的傷勢非常嚴重，但經過五年時間和100多次手術後，他終於恢復了體力。在退役和重新入伍成為TACP教官之間，德爾·托羅選擇留在空軍，成為第一位在被視為100%傷殘後重新入伍的空軍人員。他在2016年不可征服運動會贏得鉛球金牌，隨後被選入世界級運動員計劃的帕運選手，讓他得以在2016年夏季奧林匹克運動會前接受鉛球訓練。他也在美國空軍學院指導跳傘，與第98飛行訓練中隊一起訓練學員。他於2019年以高級軍士長的身份從空軍退役。

## 個人生活
德爾·托羅的妻子是卡門·德爾·托羅（Carmen Del Toro）；兩人有一個也叫以色列（Israel）的兒子，爆炸發生時他才3歲。他在第25屆年度卓越運動獎中獲得帕特·提爾曼服務獎。他畢業於伊利諾大學，是運動愛好者，尤其是田賽。從空軍退役後，德爾·托羅成為一名勵志演講人。他曾在《Bumping Mics with Jeff Ross & Dave Attell》的第三集中亮相。2022年，Tunnel to Towers基金會贈予德爾·托羅及其家人一棟位於科羅拉多州佩頓的智慧型住宅。